# Hermansby landskommun
Hermansby landskommun var en tidigare kommun i Göteborgs och Bohus län.

## Administrativ historik
Den bildades som storkommun vid kommunreformen 1 januari 1952 genom sammanläggning av de tidigare landskommunerna Harestad, Lycke och Torsby. 
Hermansby landskommun var belägen i Inlands södra härad och bredde ut sig längs kusten, öster om Marstrand. I norr och nordost gränsade kommunen till Kode landskommun, i öster till Ytterby landskommun, i sydost till Säve landskommun, i söder till Torslanda landskommun samt i väster till havet. Kommunens totala areal uppgick till 10 965 hektar, varav 10 773 hektar utgjordes av landområden.
Hermansby införlivades med Kungälvs kommun 1 januari 1971.
Kommunkoden var 1411.

### Kyrklig tillhörighet
I kyrkligt hänseende tillhörde kommunen församlingarna Harestad, Lycke och Torsby.

## Geografi
Hermansby landskommun omfattade den 1 januari 1952 en areal av 109,65 km², varav 107,73 km² land.

### Tätorter i kommunen 1960
I Hermansby landskommun fanns den 1 november 1960 ingen tätort. Tätortsgraden i kommunen var då alltså 0,0 procent.

## Politik

### Mandatfördelning i valen 1950–1966
| 5 | 20 | 10 |

| 34 |

| 6 | 6 | 15 | 4 | 4 |

| 33 |

| 6 | 19 | 4 | 6 |

| 31 |

| 7 | 10 | 14 | 4 |

| 31 |

| 8 | 2 | 14 | 5 | 6 |

| 32 |